# مادامپاگاما
مادامپاگاما (انگلیسی: Madampagama) یک منطقهٔ مسکونی در سری‌لانکا است که در استان جنوبی (سری‌لانکا) واقع شده‌است.